# Carl Raddatz

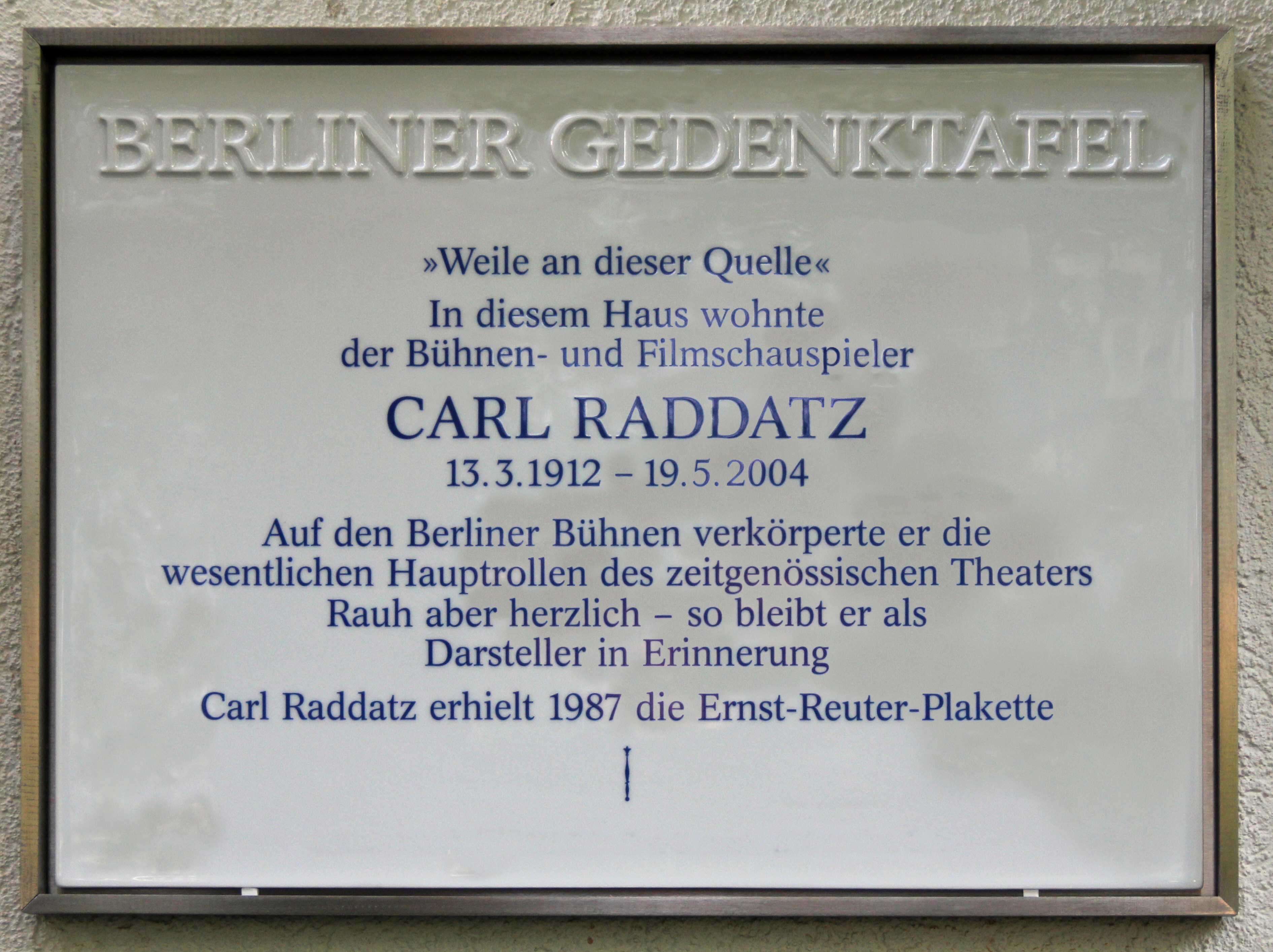
Placa conmemorativa en Schülerheim 6, Dahlem

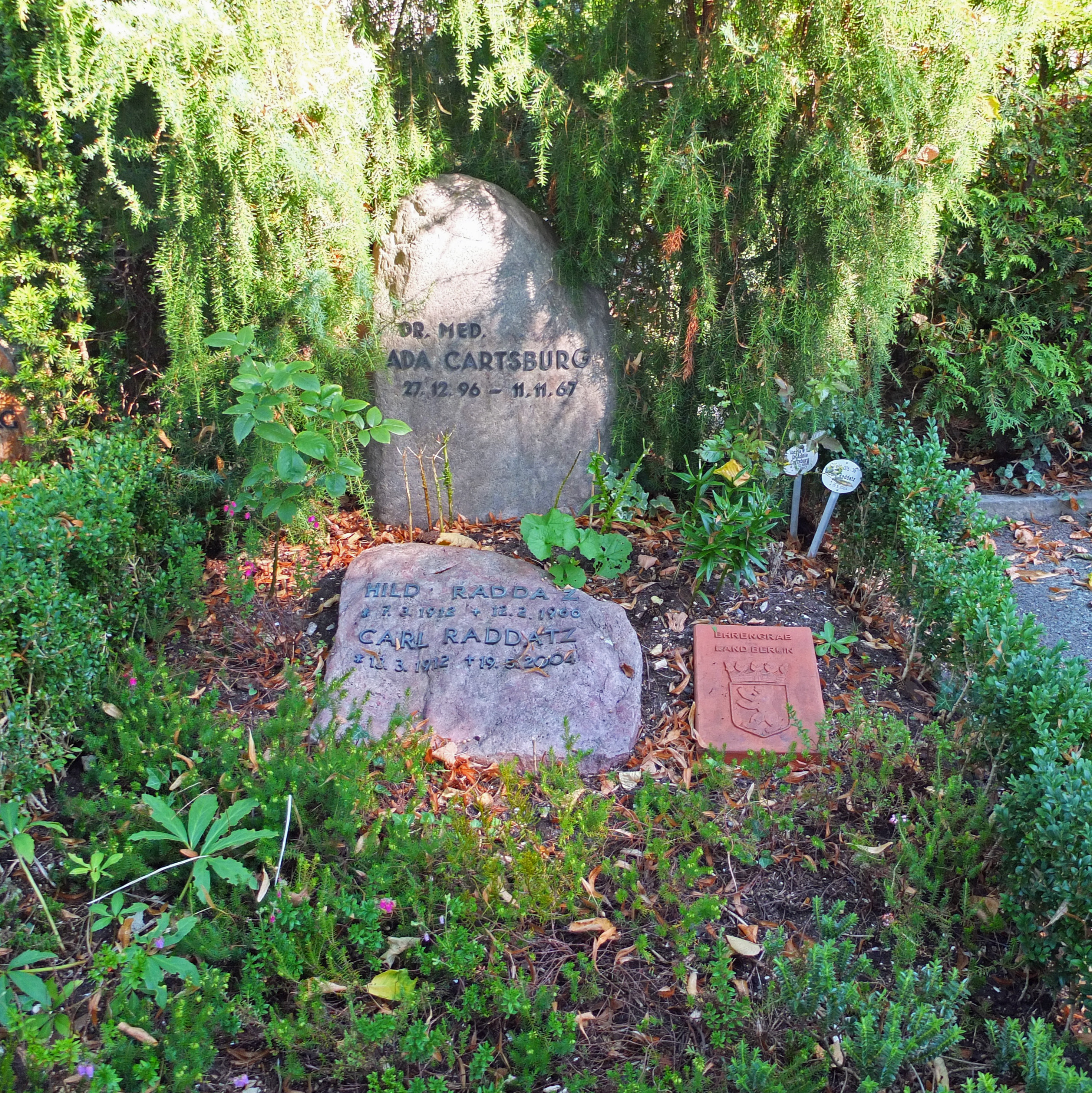
Tumba de Raddatz

Carl Raddatz (13 de marzo de 1912 - 19 de mayo de 2004) fue un actor teatral, cinematográfico y televisivo alemán.

## Biografía
Su nombre completo era Karl Werner Fritz Raddatz, y nació en Mannheim, Alemania, siendo sus padres el agente de seguros Karl Hermann Raddatz, de Magdeburgo, y su esposa Luisa Elisabetha Nußbickel, de Mannheim. Raddatz tomó clases de actuación en Mannheim, actuando gracias a Willy Birgel en el Nationaltheater de la ciudad. Posteriormente pudo actuar en Aquisgrán, Darmstadt y Bremen.
En 1937 fue contratado por la Universum Film AG en Babelsberg para actuar en el film Urlaub auf Ehrenwort. A esa película la siguieron otras producciones de UFA como Zwölf Minuten nach Zwölf (1939), Zwielicht (1940), Immensee (1943), Opfergang (1944) y Unter den Brücken (1945). También trabajó en las películas  de propaganda Nazi Wunschkonzert (1940), Heimkehr (1941) y Stukas (1941).
Finalizada la Segunda Guerra Mundial, Raddatz actuó en Rosen im Herbst (1955), Nacht der Entscheidung (1956, bajo la dirección de Falk Harnack) y Made in Germany (1957). En 1975 actuó en su última película, Jeder stirbt für sich allein. Sin embargo, en 1979 volvió para trabajar en la televisión en la serie Die Buddenbrooks.
Raddatz perteneció al elenco de actores del Staatliche Schauspielbühnen de Berlín, actuando en el Teatro Schiller y en el Schlosspark Theater con las obras Des Teufels General (de Carl Zuckmayer) y Esperando a Godot (de Samuel Beckett). En 1963 fue nombrado Staatsschauspieler (actor estatal) de la ciudad de Berlín, y en 1972 miembro honorario del Staatlichen Bühnen. 
En los años 1950 también trabajó como actor de voz, doblando a actores como Humphrey Bogart, Robert Taylor, Burt Lancaster y Lee Marvin.
En 1972 fue galardonado con la Gran Cruz de Primera Clase de la Orden del Mérito de la República Federal de Alemania, y en 1979 recibió el Filmband in Gold de los Deutscher Filmpreis por su trayectoria cinematográfica.
Carl Raddatz se casó tres veces, siendo su primera esposa la actriz Hannelore Schroth. El actor falleció en Berlín, Alemania, en el año 2004. Fue enterrado en el Cementerio de Dahlem, campo 005-35, y desde noviembre de 2010 su tumba se incluyó en la lista de tumbas honoríficas de la ciudad de Berlín.

## Filmografía
- 1938 : Liebelei und Liebe
- 1938 : Urlaub auf Ehrenwort
- 1938 : Verklungene Melodie
- 1939 : Befreite Hände
- 1939 : Silvesternacht am Alexanderplatz
- 1939 : Wir tanzen um die Welt
- 1939 : Zwölf Minuten nach zwölf
- 1940 : Golowin geht durch die Stadt
- 1940 : Wunschkonzert
- 1940 : Zwielicht
- 1941 : Heimkehr
- 1941 : Stukas
- 1941 : Über alles in der Welt
- 1942 : Der 5. Juni
- 1943 : Immensee
- 1944 : Das war mein Leben
- 1944 : Eine Frau für drei Tage
- 1944 : Opfergang
- 1945 : Unter den Brücken
- 1945 : Die Schenke zur ewigen Liebe
- 1947 : In jenen Tagen
- 1947 : Und finden dereinst wir uns wieder (narrador)
- 1949 : Wohin die Züge fahren
- 1950 : Der Schatten des Herrn Monitor
- 1950 : Epilog – Das Geheimnis der Orplid
- 1950 : Gabriela
- 1950 : Schatten der Nacht
- 1950 : Taxi-Kitty
- 1952 : Gift im Zoo
- 1952 : Türme des Schweigens
- 1953 : Geliebtes Leben
- 1953 : Regina Amstetten
- 1954 : Geständnis unter vier Augen
- 1955 : Oasis
- 1955 : Rosen im Herbst
- 1956 : Das Mädchen Marion
- 1956 : Friederike von Barring
- 1956 : Nacht der Entscheidung
- 1957 : Made in Germany – Ein Leben für Zeiss
- 1958 : Das Mädchen Rosemarie
- 1960 : The Counterfeit Traitor
- 1961 : Die Pariser Komödie (telefilm)
- 1966 : Der Mann, der sich Abel nannte (telefilm)
- 1974 : Die preußische Heirat (telefilm)
- 1976 : Jeder stirbt für sich allein
- 1979 : Die Buddenbrooks (serie TV)
- 1984 : Heute und damals (telefilm)
- 1988 : Rosinenbomber (telefilm)
- 1990 : Derrick (serie TV), episodio Solo für vier